# Nguyễn Công Nhàn
Nguyễn Công Nhàn (chữ Hán: 阮公閒, ?-1867) là danh tướng nhà Nguyễn trong lịch sử Việt Nam. Ông là người tỉnh Phú Yên
Năm 1861, quân Pháp tấn công Định Tường, Nguyễn Công Nhàn bị vu tội bỏ thành Mỹ Tho để đào thoát, hành động này đã bị nhiều người Việt chê trách. Tuy nhiên xét khía cạnh khác, ông vẫn được xem là người có công giữ gìn bờ cõi, là người chủ xướng việc đào kênh Vĩnh An Hà ở An Giang đem lại nhiều lợi ích thiết thực.

## Sự nghiệp

### Làm quan ở Nam Kỳ và trấn Tây Thành

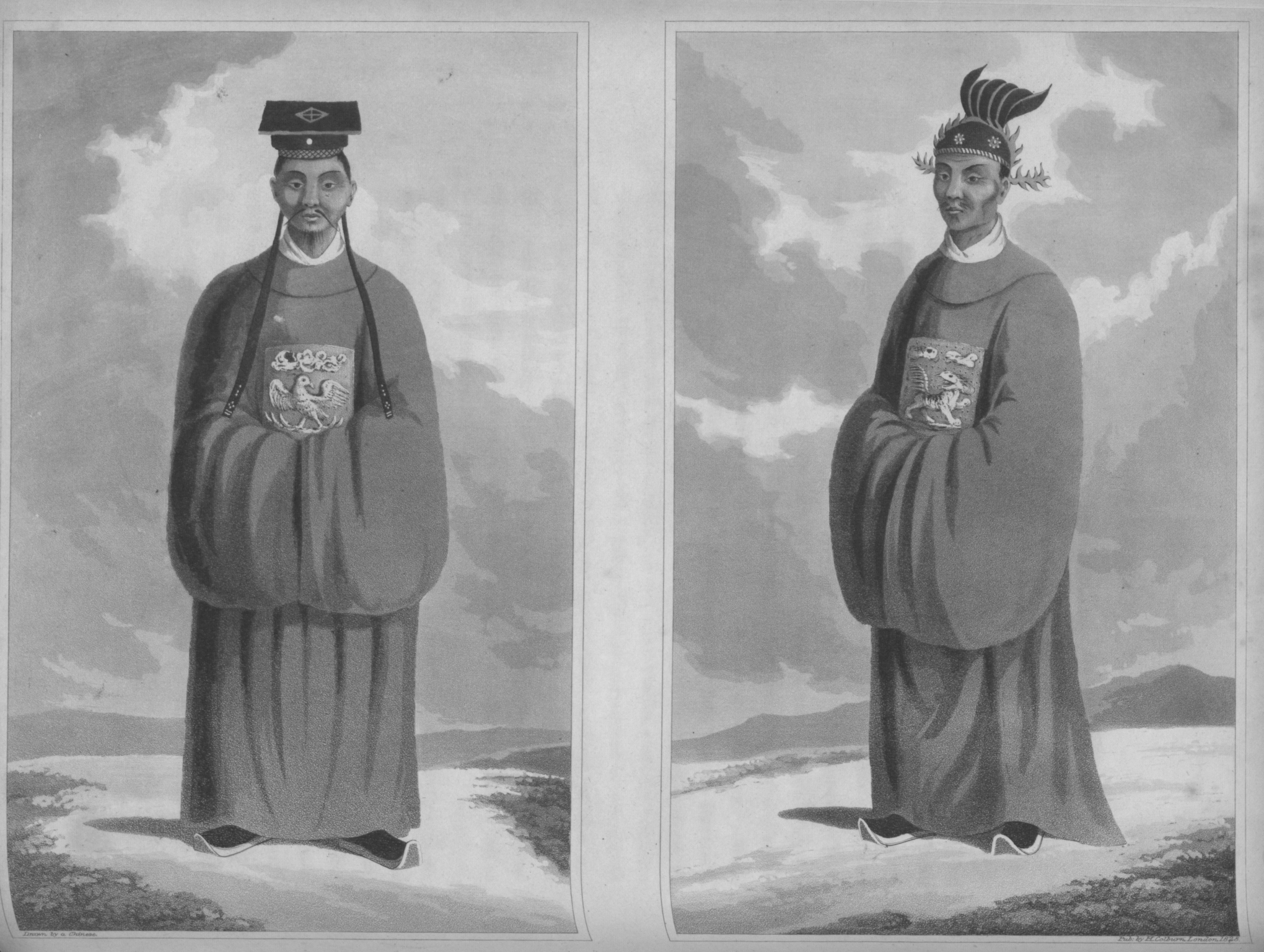
Phẩm phục của quan văn (trái) và quan võ (phải).

Nguyễn Công Nhàn ở Biên Hòa. Lần đầu Nhàn đăng vào sổ Anh danh, được tiến thân vì nghề võ giỏi.
Năm Minh Mạng thứ 19 (1838), Nguyễn Công Nhàn vốn là Phó vệ úy vệ Khánh Hòa. Gặp lúc ở Khai Biên thuộc Hà Tiên có một người tên Di, tên Châu đem bè lũ trốn vào núi Dao Bốc, vận động dân chúng nổi dậy. Nguyễn Công Nhàn cùng Phó lãnh binh Nguyễn Tiến Phúc dẫn quân đến ruồng bố, bắt được già trẻ, trai gái khoảng 400 người. Việc tâu lên, Nguyễn Công Nhàn được thăng Vệ úy để đóng ở thành Trấn Tây.

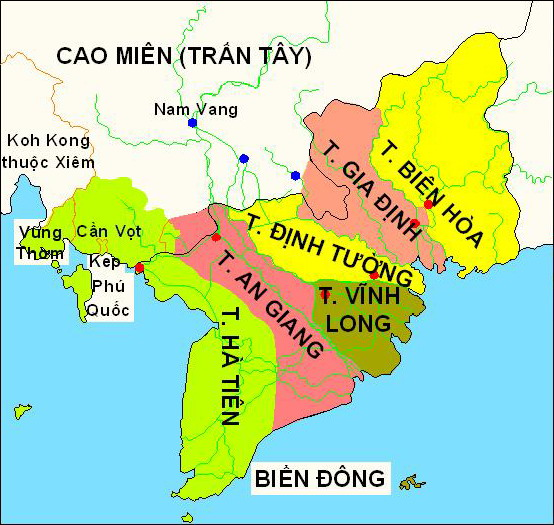
Đất Nam Kỳ vào đầu thời nhà Nguyễn, cho đến trước năm 1841.

Cuối năm 1839, ông được điều sang Trấn Tây thành (Chân Lạp) làm Phó lãnh binh. Một hôm, bị quân Xiêm kéo đến vây đồn, ông chỉ huy quân lính chống trả quyết liệt suốt 24 ngày đêm mới được Lãnh binh Đoàn Văn Sách đến cứu. Tháng 11, quân Xiêm lại kéo nhau đến đánh phá. Đoàn Văn Sách bị thương nặng tại trận, nhờ ông xông đến cứu thoát, được nhà vua khen là dũng tướng, thăng cho một cấp quân công.
Năm 1840, Vệ uý vệ Khánh Hoà là Nguyễn Công Nhàn được thăng làm Phó lãnh binh thành Trấn Tây. Cũng trong năm này, ông đem khoảng 700 quân đánh mấy ngày liền, phá tan hơn 10 đồn của quân Xiêm từ Mi Súc đến Tà Sà, thu được rất nhiều vũ khí. Lần này, ông được vua Minh Mạng thưởng cho một tấm bài vàng có khắc chữ "hùng dũng tướng" để đeo.
Canh Tý, Minh Mệnh năm thứ 21 [1840], Phó lãnh binh ở Trấn Tây là Nguyễn Công Nhàn thăng bổ Lãnh binh Trấn Tây, đặc cách cho 1 cái kim bài có 4 chữ "hùng dũng chi tướng" để nêu chiến công.
Năm 1841, vua Minh Mạng qua đời, vua Thiệu Trị kế ngôi. Nhà vua mới duyệt xét chiến công, thăng cho Nguyễn Công Nhàn làm thự Chưởng vệ, sung Tham tán.
Khoảng thời gian này, ở miền Nam và ở Chân Lạp, có nhiều cuộc nổi dậy chống lại sự cai trị của nhà Nguyễn, các tướng là Trương Minh Giảng, Nguyễn Tiến Lâm, Lê Văn Đức, Nguyễn Công Trứ,... cứ phải đem quân đi tiễu trừ, đánh được chỗ này thì chỗ khác nổi lên. Quan quân có lúc chống không nổi, triều đình lấy việc ấy làm lo phiền. Vì vậy khi nghe Tạ Quang Cự tâu rằng nên bỏ Trấn Tây thành (Chân Lạp), rút quân về giữ An Giang, nhà vua liền nghe theo.

### Làm quan ở An Giang, Hà Tiên và Nam Kỳ
Về nước, Nguyễn Công Nhàn hội binh với các tướng đi tiễu trừ cuộc nổi dậy của Lâm Sâm ở phủ Lạc Hóa (nay là Trà Vinh). Đánh dẹp được, nhà vua thăng ông làm thự Đề đốc An Giang rồi hiệp với tướng Nguyễn Văn Điển đi đánh quân Xiêm đang quấy nhiễu ở vùng biên của tỉnh An Giang.
Tháng 2 (âm lịch) năm Nhâm Dần (1842), hơn chục ngàn quân Xiêm kéo sang Hà Âm (vùng biên giới Châu Đốc-Hà Tiên) lập rất nhiều đồn lũy, mở đầu cuộc chiến tranh Việt–Xiêm (1841-1845). Bên bờ kênh Vĩnh Tế, Nguyễn Công Nhàn bàn với tướng Điển chia quân ra đánh lẻ vì lực lượng quân triều ít hơn. Nhờ vậy mà đuổi được quân xâm lấn, được nhà vua khen ngợi, cho ông làm Đốc bộ (hoặc Đề đốc) An Giang.
Cũng trong năm này, ông cùng với tướng Lê Văn Đức và Tôn Thất Bạch đánh đuổi được quân Xiêm ở Sâm Phủ, Bàn Ly, Sách Nô...lại được thăng làm Tổng đốc An Hà (An Giang-Hà Tiên). Ngoài ra, nhà vua còn cho phép ông được đề chữ "Hùng dũng tướng" trước họ tên mỗi khi viết công văn hay tấu sớ.

#### Việc đào kênh Vĩnh An nối Châu Đốc - Tân Châu

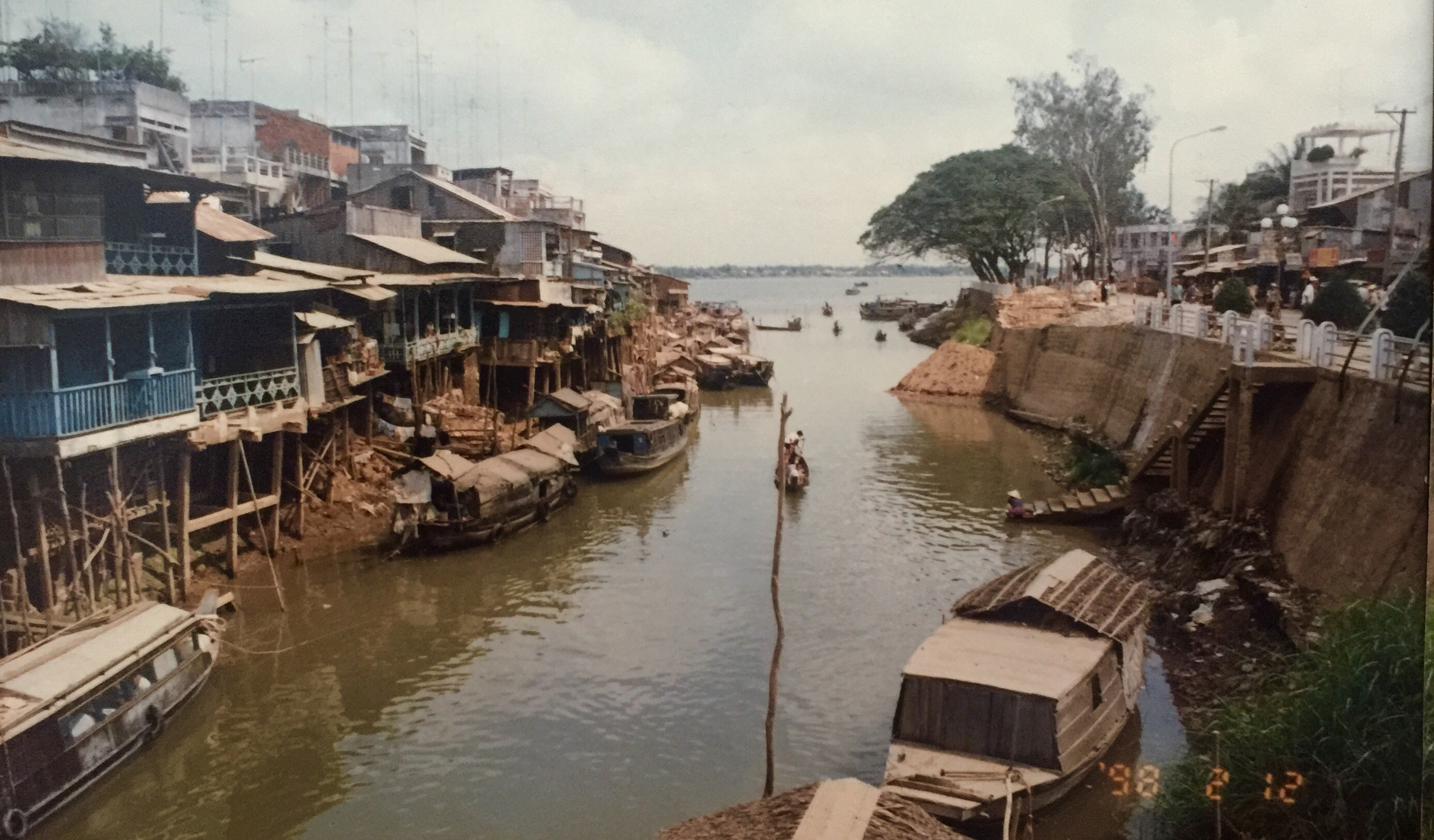
Kênh Vĩnh An xưa.

Nhâm Dần, Thiệu Trị năm thứ 2 [1842], Tổng đốc Định - Biên kiêm Tổng thống quân vụ Lê Văn Đức, xin vua cho đào một đoạn sông từ An Giang đi ngang qua Tân Châu và An Lạc (tức kênh Vĩnh An). Vua giao Nguyễn Công Nhàn và Nguyễn Công Trứ trù tính. Tỉnh An Giang trù tính : "nhân công dùng làm việc này, phải tới 72.522 công, phải thuê 10.000 dân phu ở 3 tỉnh An Giang, Vĩnh Long, Định Tường và vát 2.000 biền binh các hạng đi làm, ước tới 2 tháng mới xong. Nhưng hiện nay trời nắng dữ, nhân dân phần nhiều cảm nhiễm sinh bệnh, xin hãy cho tạm hoãn."
Quý Mão, Thiệu Trị năm thứ 3 [1843], Tổng đốc An - Hà là Nguyễn Công Nhàn gặp tang mẹ, chuẩn cho do đường quan lộ về quê 2 tháng để lo liệu việc tang. Nhàn là người tỉnh Bình Định. Lại hạ lệnh cho quan sở tại trích ra 300 quan tiền ở kho để ban cho.
Cùng năm, vua phong Nguyễn Công Nhàn tước Bao Liệt tử, cho triệu kiến và hỏi han kế sách nhiều ngày. Đặc biệt, Nguyễn Công Nhàn xin vua Thiệu Trị thay đổi cách đóng thú (điều quân đống giữ) ở An Giang. Xin cho quân các tỉnh Nam Kỳ (Gia Định, Biên Hoà, Vĩnh Long, Định Tường,...) đến đóng thay vì quân ở Kinh (Huế) hay Tả Kỳ (Quảng Ngãi, Bình Định,... ). Việc này được định làm lệ vĩnh viễn.
Tháng 11 (âm lịch) năm 1843, Tổng đốc An - Hà Nguyễn Công Nhàn, thự Tổng đốc Long Tường Nguyễn Tri Phương, Tuần phủ An Giang Nguyễn Công Trứ cùng xin vua cho khởi đào kênh Tân Châu (nay là kênh Vĩnh An): "tiết mùa đông khô ráo, xin thuê 5.000 dân phu khơi trước một đoạn (dài 550 trượng), trong một tháng thì cho về, đợi sang xuân, sẽ làm tiếp", vua y cho.

#### Sự nghiệp xuống dốc
Năm Thiệu Trị thứ 4 (1844), án sát tỉnh An Giang là Lê Quang Nguyên bị tội do để vợ buôn lậu cá ở sông Vĩnh Hậu. Nguyễn Công Nhàn muốn bắt Quang Nguyên chịu tội.
Tháng giêng năm 1844, hơn nghìn người Chân Lạp ngầm đến chỗ bên tả đồn Đa Phước, đắp lũy dàn thuyền ở biên giới tỉnh An Giang. Tổng đốc Nguyễn Công Nhàn liền sai Lãnh binh Nguyễn Văn Hoàng đến đóng phòng triệt đồn Đa Phước, Tuần phủ An Giang là Nguyễn Công Trứ đích thân đem biền binh đến đồn Cần Thăng (nay thuộc xã Vĩnh Hội Đông, An Phú), do sông Lô Khu ngược dòng đi lên. Nhà vua trách rằng: "chỗ ấy ở vào khoảng giữa hai là đồn Đa Phước và Cần Thăng, cách tỉnh thành lại không xa, cớ sao giặc Man đắp lũy ngầm mà các ngươi có trách nhiệm không từng biết đến! Chức vụ ở chỗ nào? Phó vệ úy Vũ Văn Tô, Hiệp quản Nguyễn Bích đều phải giáng một cấp...". Nguyễn Công Nhàn tâu xin lưu Lãnh binh Nguyễn Văn Hoàng lại, đem hơn 1.000 biền binh, quản cơ các đồn Đa Phước, Trung Khoan, rồi lại đi tuần quanh cả địa đầu để kiểm soát phòng sự bất trắc xảy ra. Vua cho trích ngay 1 vệ (vệ Long võ hữu) quân Kinh trước phải đi thú ở tỉnh Vĩnh Long chuyển đến đóng ở đấy để phòng thủ.
Giáp Thìn, Thiệu Trị năm thứ 4 [1844], bắt đầu đặt trường sở giao dịch ở tỉnh An Giang. Năm ngoái, Nguyễn Công Nhàn xin đặt trường sở thông thương ở đồn Tân Châu, dụ đợi sau thong thả sẽ bàn đến. Đến đây, mới đặt trường sở ở thượng du đồn Đa Phước.
Giữa năm 1844, Đào Văn Quận ở thôn Tân Hựu tỉnh An Giang ra Huế kiện Nguyễn Công Nhàn, Bố chính Lê Quốc Trinh, Nghĩa Phương, Nguyễn Công Trứ về việc nhận tiền hối lộ. Xét chuyện có thật, ông bị giáng bốn cấp, cắt lương một năm.

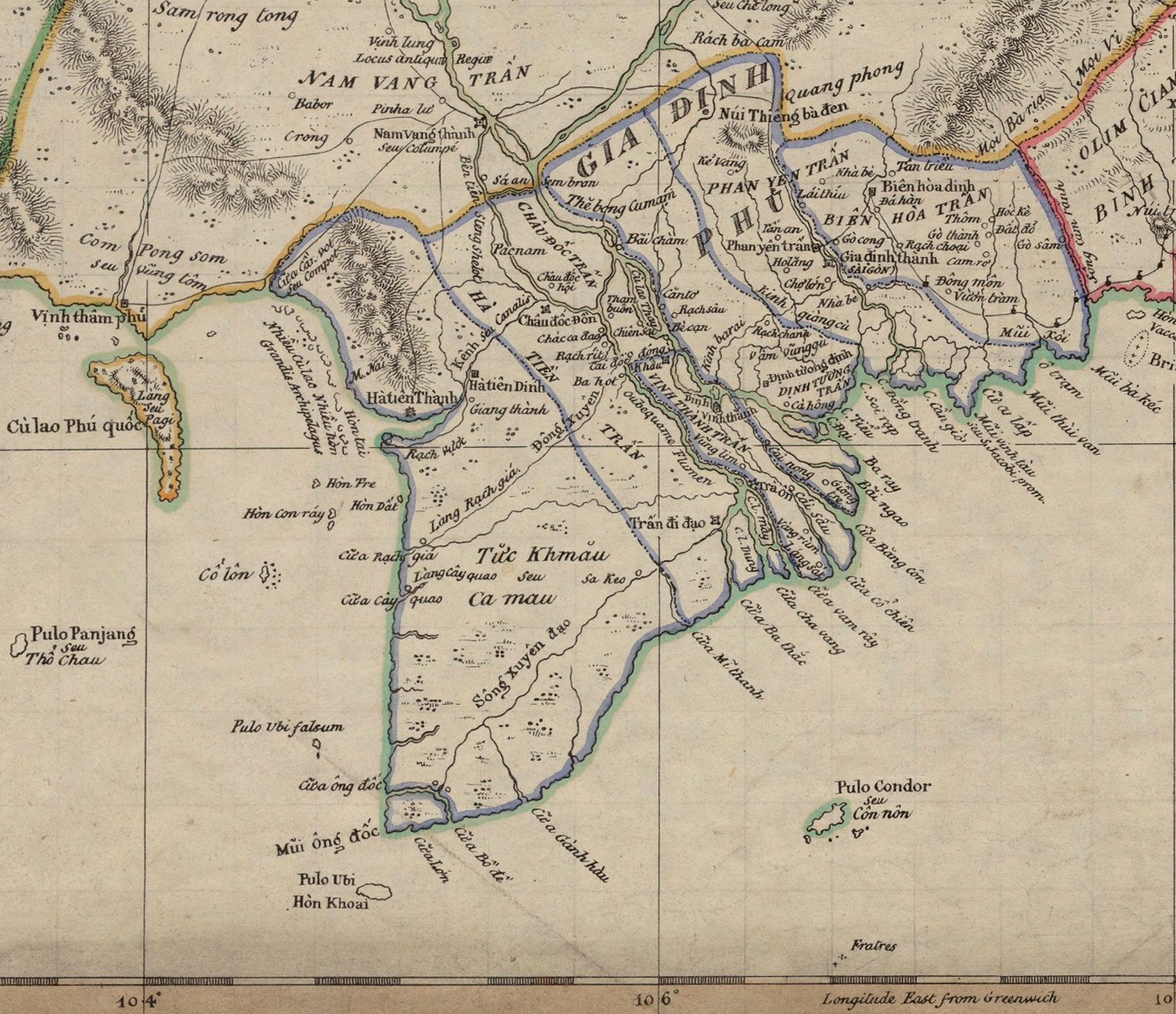
Bản đồ Nam Kỳ năm 1838, trích từ An Nam Đại Quốc Họa Đồ.

Rồi Nguyễn Công Nhàn vì không ưa Nguyễn Công Trứ bởi: Công Trứ trước là chức Tham tán cầm quân, Công Nhàn xuất thân là tỳ tướng của Công Trứ, nay lại ở địa vị trên, Công Trứ vì thế bất bình. Công Nhàn nhòm thấy tâm trạng ấy, có ý chức hại ngầm Trứ. Nguyễn Công Nhàn gửi sớ tâu rằng viên quan này đã lén phái người mua riêng sừng tê giác và đậu khấu. Nhà vua sai Tham tri bộ Lễ là Trần Ngọc Giao đi tra vấn. Khâm sai Giao về bẩm việc không đúng như lời tâu, ông mắc tội vu cáo bị xử phạt trượng, cách chức, phát lưu. Như vậy, Tổng đốc An - Hà là Nguyễn Công Nhàn, Tuần phủ Nguyễn Công Trứ, Bố chính Phùng Nghĩa Phương, Hộ lý đề đốc Đoàn Quang Mật và thự Bố chính Hà Tiên là Lê Quốc Trinh có tội, đều bị mất chức.
Tuy nhiên khi án dâng lên, nhà vua xét công trạng cũ cho giảm án, nên ông chỉ bị cách hết chức tước, buộc đến làm việc dưới quyền của Tôn Thất Bá. Nhưng không bao lâu, thì ông được phục chức Hiệp quản vì "có công đánh loạn ác man" (chữ trong sử Nguyễn).

#### Phục hồi sự nghiệp
Năm 1845, Hiệp quản vệ Hữu vệ dinh Hổ oai Nguyễn Công Nhàn bổ thụ Phó vệ úy các quân thăng thự Phó lãnh binh phủ Tây Ninh, nhưng chỉ năm sau (1846) thì được điều đi đánh đuổi quân Chân Lạp đang quấy nhiễu ở vùng biên giới An Giang.

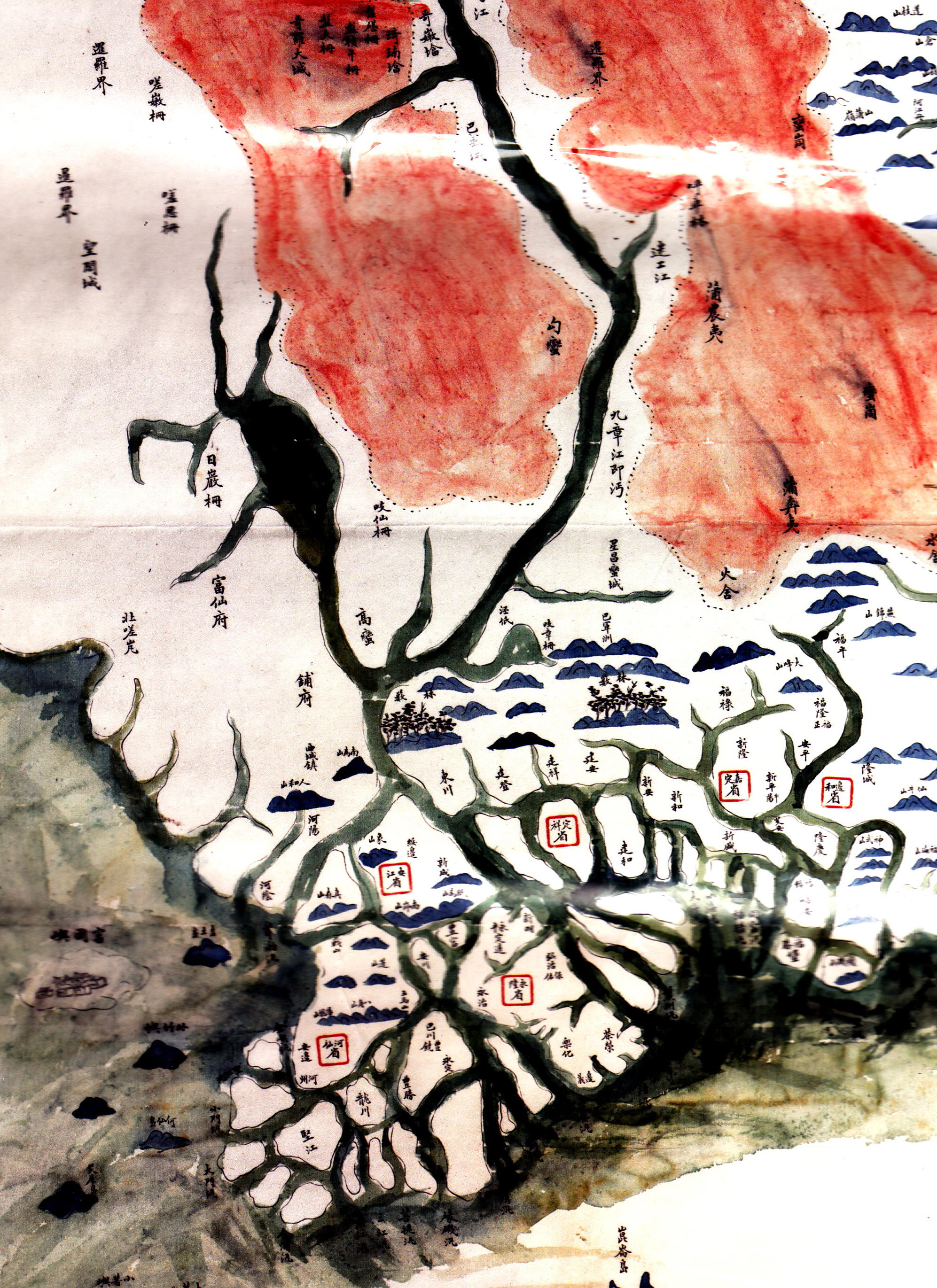
Nam Kỳ Lục tỉnh trong bản đồ cổ của nhà Nguyễn, (tên các tỉnh được viết trong khung màu đỏ, từ phải sang trái là tên các tỉnh: Biên Hòa (边和省), Gia Định (嘉定省), Định Tường (定祥省), An Giang (安江省) ở hàng trên, và Vĩnh Long (永隆省), Hà Tiên (河仙省) ở hàng dưới).

Năm 1847, việc Chân Lạp đã tạm lắng yên. Tháng 7 năm Đinh Mùi (1847), vua Thiệu Trị cho đúc 12 cỗ súng thần công: 3 cỗ thần công Thượng tướng quân, 9 cỗ thần công Đại tướng quân. Xét công, nhà vua phong cho ông tước Trí Thắng nam, được trả lại thẻ bài "Hùng dũng tướng" và được khắc tên vào cổ súng Thần uy phục viễn (cổ thứ tư). Sau đó, ông được cử làm Lãnh binh Gia Định.
Sắc ban lời ngự minh vào cỗ súng thứ tư là : "Thần uy phục viễn đại tướng quân". Sắc rằng : Một viên tướng hùng dũng, toàn là trí thắng, dẹp phục được Man di, cho thiên hạ được yên : Hùng dũng tướng, Trí Thắng nam Nguyễn Công Nhàn.
Năm Tự Đức thứ 9 (1856), Nguyễn Công Nhàn được thăng Chưởng vệ lĩnh Đề đốc An Giang. Mậu ngọ, Tự Đức năm thứ 11 [1858], Nguyễn Công Nhàn được đổi lĩnh Tuần phủ Hà Tiên, kiêm Chưởng Bố chính.

#### Chống Pháp xâm lược

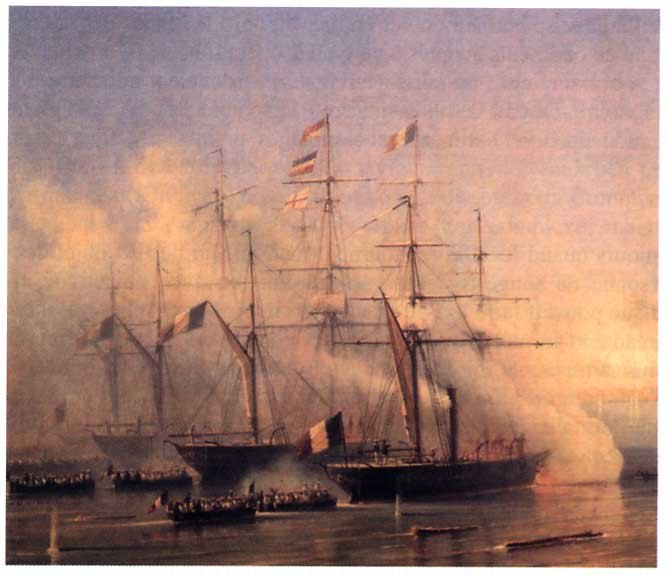
Chiến hạm Pháp tấn công Gia Định.

Đầu năm 1859, quân Pháp hãm thành Gia Định, Tổng thống quân vụ là Tôn Thất Hiệp xin cho ông làm Đề đốc quân vụ để cùng chống ngăn quân xâm lược. Ngày 17 tháng 2 năm 1859, thành Gia Định thất thủ. Tổng đốc An Giang là Cao Hữu Bằng xin vua Tự Đức cho thêm quân phòng thủ, Nguyễn Công Nhàn được cho về tỉnh An Giang giúp. Tháng 7 năm 1859, Tổng đốc An - Hà là Cao Hữu Bằng chết, Nguyễn Công Nhàn được bổ làm hộ lý Tổng đốc An - Hà.
Cuối năm 1858, đầu năm 1859, người Chăm Mã Lai ở Campuchia nổi dậy, chống vua Ang Duong. Thất bại, tàn quân Chăm Mã Lai dẫn cả nghìn người chạy sang Châu Đốc xin Tổng đốc An - Hà là Nguyễn Công Nhàn cho tị nạn. Ang Duong sai quân sang Châu Đốc đòi người. Bấy giờ, quân Pháp đã nổ súng đánh chiếm Gia Định nên triều đình Huế không muốn can thiệp chuyện Campuchia. Nguyễn Công Nhàn chỉ bắt giao Lê Văn Chiểu, người bày mưu giúp dân Chăm Malay chạy sang Châu Đốc, cho Campuchia xử chém còn như dân Chăm Malay tị nạn thì Campcuhia tự bắt lấy. Ang Duong liền phái ốc nha Kép, tỉnh trưởng Dey Treang, dẫn quân sang vây đánh thành Châu Đốc và chiếm được một số vùng. Campuchia còn tiếp tục sai sứ đến Định Tường đòi người Chăm và đổi nơi cống nạp từ An Giang sang Định Tường. Vua Tự Đức chấp nhận yêu cầu và truyền sắc dụ quan tỉnh An Giang bắt nhóm người Tôn Ích giao trả Campuchia. Nhưng chiếu chỉ chưa đến nơi thì hay tin Ang Duong đánh Châu Đốc nên không thỏa hiệp nữa. Nhóm người Chăm Mã Lai hơn 800 người sau đó cũng tình nguyện đi đánh quân Campuchia ở Châu Đốc.
Tân Dậu, Tự Đức năm thứ 14 [1861], Chưởng vệ hộ lý Tổng đốc An - Hà là Nguyễn Công Nhàn đổi đi lĩnh chức Tổng đốc Định Tường.
Ngày 26 tháng 3 năm 1861, quân Pháp tổ chức tấn công Định Tường, Nguyễn Công Nhàn vừa tới Định Tường thì thành Mỹ Tho đã thất thủ. Ông phải thu thập quân binh rút về cố thủ ở Kiến Đăng. Thành Mỹ Tho mất, ông bị tuần phủ Nguyễn Hữu Thành vu cho tội bỏ thành chạy, vua Tự Đức cho lột hết chức tước để chờ nghị tội nhưng vẫn ngầm yêu cầu ông lẻn về lỵ sở cũ để chiêu tập dân dõng mưu báo phục về sau.
Đến tháng 12 cùng năm, quân Pháp tiến đánh Biên Hòa. Theo sách Đại Nam chính biên liệt truyện (quyển 25) thì đình thần khi ấy đã tâu lên rằng: 
Công Nhàn vốn thạo việc trận, ở triều đình không ai hơn được. Xin gia ơn cho Nhàn phục quân vệ, sung làm đốc binh, theo Nguyễn Tri Phương đi Biên Hòa bàn làm việc quân. Rồi sáu tỉnh (Nam Kỳ lục tỉnh) không giữ được, không biết Công Nhàn về sau như thế nào.
Tháng Giêng năm Tự Đức thứ 15 (1862), vua đổi sai Đốc binh Nguyễn Công Nhàn làm Thương biện quân vụ Vĩnh Yên. Công Nhàn không tuân lệnh mà ở lại tiếp tục chiêu tập nghĩa dõng chống Pháp.

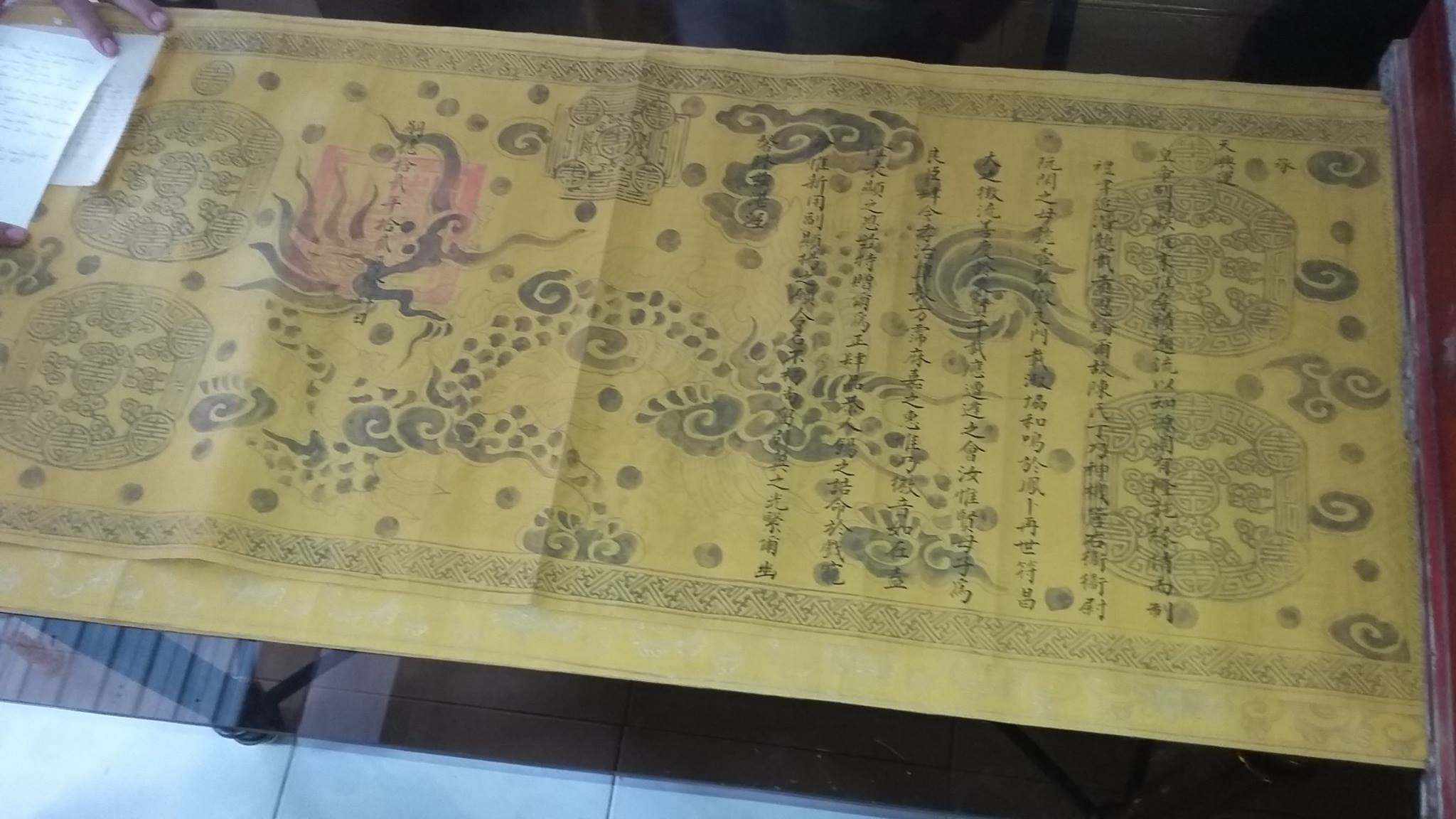
Ảnh chụp sắc phong của Nguyễn Công Nhàn.

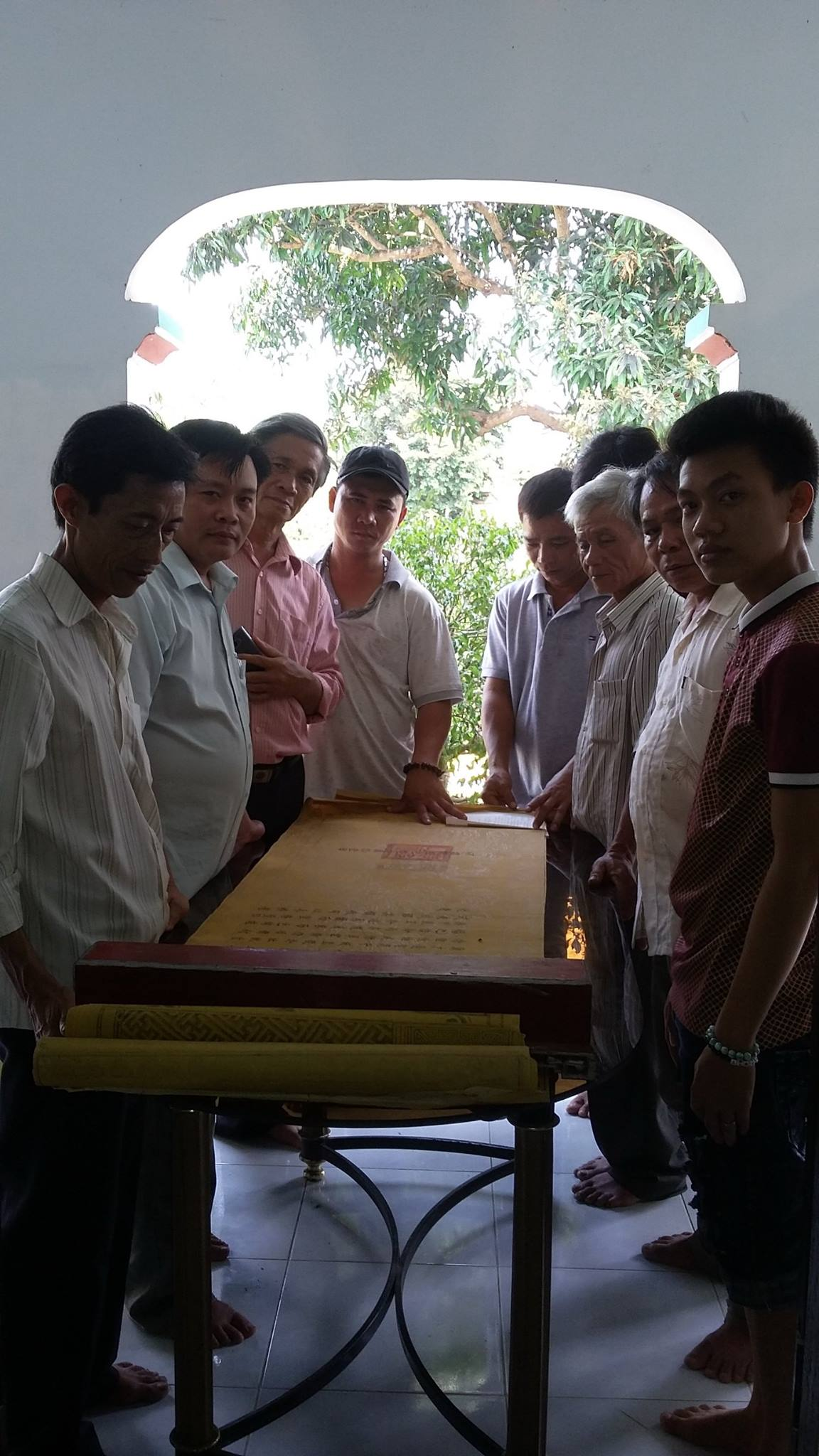
Con cháu Nguyễn Công Nhàn bên cạnh sắc phong của ông.

Theo lời truyền tụng trong dân gian vùng Long Hưng (tục gọi Nước Xoáy, nơi có miếu Gia Long) thuộc xã Long Hưng A, huyện Lấp Vò tỉnh Đồng Tháp. Hùng Dũng (Dõng) tướng quân Nguyễn Công Nhàn sau khi Định Tường thất thủ đã rút quân doanh về đây lập tổng hành dinh, chiêu tập nghĩa dõng để chống Pháp. Hiện nơi nầy còn địa danh Rạch Dinh là nơi ghe Ô, ghe Sa của ông thường ra vào nơi Tổng hành dinh. Nơi đây hiện còn ngôi mộ Hùng Dõng Đại tướng quân và các quan quân hầu cận trên địa phận ấp Hưng Thành Tây.

## Nhận xét
Cũng trong sách trên, có đoạn khen ngợi Nguyễn Công Nhàn như sau:
Công Nhàn xuất thân từ người tướng hiệu nhỏ, trải qua nhiều trận, mạnh mà có chí. Về phép hành quân, Nhàn có thể lấy số quân ít đánh số quân nhiều; lại khéo dỗ quân lính, không nỡ khinh, dối, cho nên ai cũng đều vui, làm việc đến đâu là có công.
Hiến tổ (Thiệu Trị) thường bảo đại thần là Trương Đăng Quế rằng: "hiện nay tướng súy duy có Công Nhàn và Nguyễn Lương Nhàn mà thôi". Tướng Nguyễn Tri Phương cũng khen Công Nhàn dùng binh phảng phất với tướng Đoàn Công Sách, thực là dũng tướng một thời.
Tuy mang án oan về việc để mất thành Mỹ Tho nhưng Nguyễn Công Nhàn vẫn không thối chí mà quyết tâm tìm nơi hiểm địa để chiêu tập nghĩa dõng mưu báo phục, thậm chí kháng mệnh triều đình không đi Vĩnh Yên nhận chức mà quyết tử cố thủ để đền nợ nước ơn vua. Tấm lòng kiên trung của ông xứng đáng với danh hiệu Hùng Dũng Tướng.

## Thông tin thêm
- Theo sách Đại Nam thực lục chính biên (phần 9), thì kênh Vĩnh An khởi đào từ tháng 10 (âm lịch) năm 1843 đến tháng 4 (âm lịch) năm sau (1844) thì xong.

Con kênh nối từ sông Tiền (tại Tân Châu) đến sông Hậu (tại Châu Đốc) do nhân dân hai tỉnh là Vĩnh Long, An Giang cùng góp sức đào, dưới sự chỉ huy của Nguyễn Tri Phương và Nguyễn Công Nhàn. Vì lẽ đó, lúc ban đầu con kênh được mang tên Vĩnh An Hà. Sau này kênh còn có các tên khác là: Long An Hà, Tân Châu Hà, Kênh Vĩnh An, Kênh Cũ. Nhiều tư liệu cho rằng kinh mang tên Vĩnh An Hà là vì có sự góp sức của nhân dân ba tỉnh Vĩnh Long, An Giang, Hà Tiên là không đúng, vì chữ "Hà" nghĩa là sông chứ không phải chỉ tỉnh Hà Tiên.
Và cũng vì dòng kênh đã đem lại lợi ích nhiều mặt: quốc phòng, kinh tế, thủy lợi, giao thông và phục vụ dân sinh; nên sau này để tỏ lòng biết ơn, người ta đã đặt tên hai con đường bên bờ kênh là Nguyễn Tri Phương và Nguyễn Công Nhàn.
Tuy nhiên, lần hồi kênh cạn dần vì phù sa lắng đọng, nhất là chỗ giáp nước tại vàm kênh (Châu Giang, Châu Đốc). Đến khi người Pháp cho đào thêm Kênh Xáng sâu rộng hơn vào năm 1914 (hoàn thành năm 1918), thì kênh Vĩnh An mất hẳn vai trò quan trọng.
Trải thời gian, con kênh càng bị bồi lấp và ô nhiễm nặng, theo trang Thông tin thị xã Tân Châu thì ngày 10 tháng 8 năm 2009, chính quyền địa phương đã tổ chức lễ động thổ, khởi công công trình san lắp kênh Vĩnh An (đoạn thị trấn Tân Châu), hình thành cụm tuyến dân cư ven hai đường Nguyễn Tri Phương và Nguyễn Công Nhàn .
- Việc Nguyễn Công Nhàn bị vu cáo bỏ thành Mỹ Tho nên dư luận bàng quang về sau không hiểu rõ có nhiều chê trách. Tương truyền, nhà thơ Khuyết danh đã làm bài thơ sau:

Có quan hùng dũng Nguyễn Công Nhàn
Hùng dũng nhưng mà lại nhát gan
Giặc tới Bến Tranh run lập cập
Tàu vô Cửa Tiểu chạy bò càng.
Mưu thần trước biết ngang sông chắn
Kế giữ sau toan đóng củi hàng.
Thất thủ muốn liều cho giữ tiết,
Ngặt vì con, vợ bận chưa an.
Ngày 21 tháng 4 năm 2016, hội thảo khoa học về Hùng Dõng tướng Nguyễn Công Nhàn diễn ra tại Đồng Tháp đã chính thức minh oan cho ông và các nhà sử học đã chứng minh bài thơ trên được sáng tác sau sự kiện thất thủ Mỹ Tho khoảng trên nữa thế kỷ.  Hội thảo đã chứng minh Nguyễn Công Nhàn là người có công giữ gìn bờ cõi, là người chủ xướng việc đào kênh Long An Hà đem lại nhiều lợi ích thiết thực. Hiện ở thị xã Tân Châu, có con đường mang tên ông.

## Sách tham khảo
- Quốc sử quán triều Nguyễn, Đại Nam chính biên liệt truyện. Nhà xuất bản Văn Học, 2004.
- Quốc sử quán triều Nguyễn, Đại Nam thực lục chính biên (phần 9, bản điện tử  Lưu trữ ngày 13 tháng 9 năm 2010 tại Wayback Machine)
- Nhiều người soạn, Địa chí An Giang (tập 2). UBND tỉnh An Giang in và phát hành năm 2007.